# Time of Eve
Time of Eve (イヴの時間, Eve no jikan) est un ONA japonais réalisé par Yasuhiro Yoshiura (Pale Cocoon, Mizu no Kotoba) et produit par le Studio Rikka et DIRECTIONS Inc.
Le premier épisode a été présenté pour la première fois au public au Japon au Tokyo International Anime Fair en mars 2007 et en France lors de Japan Expo de 2008. Il a ensuite été diffusé officiellement le 1er août 2008 en streaming sur le site web japonais Yahoo! Japan.
Dybex a acquis les droits de diffusion en France, et les cinq premiers épisodes sont diffusés gratuitement depuis le 2 octobre 2008 en version originale sous-titrée en français sur le site de l'éditeur.

## Synopsis
« Le futur, sans doute au Japon. Les robots font partie du quotidien ». Rikuo est un lycéen dont la famille possède une de ces machines d'apparence humaine, Sammy, qu'il ne voit que comme un outil. Il remarque un jour un détail bizarre dans le relevé des déplacements de Sammy, ce qui l'amènera à un café étrange, le Eve no jikan.

## Personnages
- Rikuo (リクオ?), lycéen (doubleur : Jun Fukuyama)
- Naoko (ナオコ?), sa sœur (doubleuse : Yuko Mizutani)
- Sammy (サミィ?), sa domestique robot (doubleuse : Rie Tanaka)
- Masaki (マサキ?), un ami du lycée (doubleur : Kenji Nojima)
- Nagi (ナギ?), la gérante et serveuse du café (doubleuse : Rina Sato)
- Akiko (アキコ?), une cliente du café (doubleuse : Yukana Nogami)

## Liste des épisodes
1. act01:Akiko ~Eve no Jikan~[6], diffusé le 1er août 2008
2. act02:Sammy ~Eve no Nakama~[7], diffusé le 1er octobre 2008
3. act03:Koji & Rina ~Eve no Koibito~[8], diffusé le 1er décembre 2008
4. act04:Nameless ~Eve no Ningyō~, diffusé le 1er mai 2009
5. act05:Chie&Shimei ~Eve no Senritsu~, diffusé le 1er juillet 2009
6. act06:Masaki, diffusé le 1er septembre 2009

Des bandes annonces pour chaque épisode ont aussi été diffusées. La date de diffusion est japonaise.

## Commentaire
- Si vous ne connaissez pas le sujet, laissez ce bandeau (vous pouvez alors contacter les auteurs).
- Si vous supprimez le contenu mis en cause (vous pouvez préalablement contacter les auteurs),

argumentez précisément cette suppression dans la page de discussion
(un manque de référence n'est pas un argument ; une recherche réelle de référence doit avoir été effectuée, être formellement documentée).
Le réalisateur du film fait référence a plusieurs classiques de la science-fiction comme THX 1138 et Blade Runner. Le robot de l'un des personnages principaux s'appelle THX et l'ordre final est la loi 1138.